# حداتو
حداتو (به عربی: حداتو) یک منطقهٔ مسکونی در سوریه است.